# 김순택 (1963년)
김순택(金順鐸, 1963년 2월 5일 ~ )은 대한민국의 제12대 경상남도의원이다.

## 학력
- 연세대학교 경영학과 졸업

## 경력
- 김문수 국회의원 보좌관
- 경기도자원봉사센터 센터장
- 한국자원봉사협의회 상임대표
- 작은자리 회관 상근 간사(제정구 의원 설립)
- 새누리당 경기도당 시흥시 을 당원협의회 위원장
- 한국다문화센터 경기지부장
- 2024.04 ~ 제12대 경상남도의회 의원
- 2024.04 ~ 2024.07 제12대 경상남도의회 전반기 문화복지위원회 위원
- 2024.07 ~ 제12대 경상남도의회 후반기 문화복지위원회 위원
- 2024.07 ~ 제12대 경상남도의회 후반기 예산결산특별위원회 부위원장

## 역대 선거 결과
|  | 29.60% |

|  | 53.18% |